# Rukomîș, Buceaci
Rukomîș (în ucraineană Рукомиш) este un sat în comuna Zarîvînți din raionul Buceaci, regiunea Ternopil, Ucraina.

## Demografie
Componența lingvistică a localității Rukomîș
     Ucraineană (100%)
Conform recensământului din 2001, toată populația localității Rukomîș era vorbitoare de ucraineană (100%).